# Březno (Ústí nad Labem)
Březno é uma comuna checa localizada na região de Ústí nad Labem, distrito de Chomutov.